# Giuseppe Maria Palatucci
Giuseppe Maria Palatucci (Montella, 25 aprile 1892 – Campagna, 31 marzo 1961) è stato un vescovo cattolico italiano.

## Biografia
Giuseppe Maria Palatucci entrò nel 1906 nel convento dei minori conventuali di Santa Maria della Neve a Montella ove compì gli studi e fece il noviziato. Nel 1912 conseguì la laurea in filosofia presso la Pontificia Università Gregoriana e nel 1920 la laurea in teologia presso la Pontificia Facoltà Teologica San Bonaventura in Roma. Il 22 maggio 1915 fu ordinato sacerdote e celebrò la sua prima messa nella chiesa di San Silvestro a Montella. Nel 1921 insegnò filosofia e divenne vicedirettore del Collegio Serafico di Roma. Nel 1923 fu nominato rettore del Collegio Serafico di Ravello. Il 20 settembre 1937 venne nominato vescovo di Campagna, da papa Pio XI, ufficio che mantenne fino al suo decesso.
Il 28 novembre dello stesso anno, nella trecentesca basilica di San Lorenzo Maggiore a Napoli ricevette l'ordinazione episcopale dalle mani del cardinale Alessio Ascalesi, arcivescovo di Napoli. Il 16 gennaio 1938 prese possesso della sede vescovile di Campagna. La diocesi di estendeva su un territorio, fra i più poveri del sud con i suoi 18 comuni e 34 parrocchie. Negli anni a seguire, restaurò il seminario diocesano e ridestò nel clero e nei fedeli la venerazione e il culto per il santuario locale di Santa Maria di Avigliano; riorganizzò l'azione cattolica in tutti i Paesi della diocesi. Morì la sera del venerdì Santo del 31 marzo 1961, il lunedì dopo Pasqua si tennero i solenni funerali nella cattedrale di Campagna e, per suo espresso desiderio, fu sepolto nella chiesa di San Francesco a Folloni nella sua nativa Montella.
Firmò la petizione a favore dell'Assunzione di Maria Vergine al Cielo, poi proclamata da papa Pio XII il primo novembre del 1950. A memoria di quella memorabile data, su uno dei pilastri del pronao della basilica di San Pietro, insieme a quello dei vescovi presenti, si può leggere anche il suo nome.
Insieme con Giovanni Maria Sanna, vescovo di Gravina e Irsina, scrisse una difesa del biblista don Dolindo Ruotolo, fautore del metodo esegetico tradizionale combattuto allora dal Pontificio Istituto Biblico e dalla Pontificia Commissione Biblica, guidati rispettivamente da Augustin Bea e da Eugène Tisserant. Nella difesa i due autori accusano il metodo storico del Pontificio Istituto Biblico di essere «un incoraggiamento di certi metodi e indirizzi a sfondo razionalistico e modernistico».
Anche il nipote, Ferdinando Palatucci, ha seguito la vocazione ecclesiastica, divenendo primo arcivescovo dell'arcidiocesi di Amalfi-Cava de' Tirreni.

## L'opera
Tra il 1940 e il 1944 a Campagna fu istituito un campo di internamento per ebrei. Il vescovo Palatucci si prodigò nell'assistenza morale e materiale degli ebrei internati, riuscendo a salvarne circa mille dalla deportazione nei campi di sterminio nazisti. Animato dallo stesso altruismo fu suo nipote Giovanni Palatucci, ultimo questore di Fiume.
Nel dopoguerra fu un fermo oppositore del Fronte popolare, ma la sua generosità (alla morte ci fu il problema di trovare i paramenti adatti per la cerimonia funebre), lo fece rimpiangere anche dagli avversari politici

## Controversie e dubbi
Già dal 1995 sono stati sollevati numerosi dubbi sulla figura di Giuseppe Maria Palatucci e del nipote. Nel 2013 il Centro Primo Levi ha avanzato alcuni dubbi sulla corretta ricostruzione storica delle vicende legate alla figura di Palatucci. Si è ipotizzato che lo zio vescovo raccontò che il nipote durante la sua permanenza a Fiume avesse salvato «numerosissimi israeliti» per garantire una pensione ai parenti.

## Genealogia episcopale
La genealogia episcopale è:
- Cardinale Scipione Rebiba
- Cardinale Giulio Antonio Santori
- Cardinale Girolamo Bernerio, O.P.
- Arcivescovo Galeazzo Sanvitale
- Cardinale Ludovico Ludovisi
- Cardinale Luigi Caetani
- Cardinale Ulderico Carpegna
- Cardinale Paluzzo Paluzzi Altieri degli Albertoni
- Papa Benedetto XIII
- Papa Benedetto XIV
- Papa Clemente XIII
- Cardinale Marcantonio Colonna
- Cardinale Giacinto Sigismondo Gerdil, B.
- Cardinale Giulio Maria della Somaglia
- Cardinale Carlo Odescalchi, S.I.
- Cardinale Costantino Patrizi Naro
- Cardinale Serafino Vannutelli
- Cardinale Domenico Serafini, Cong.Subl. O.S.B.
- Cardinale Alessio Ascalesi, C.PP.S.
- Vescovo Giuseppe Maria Palatucci, O.F.M.Conv.

## Onorificenze
Il 12 dicembre 2006 gli è stata conferita una Medaglia d'oro al merito civile.